# شکاف چین و شوروی

جمهوری خلق چین
اتحاد جماهیر شوروی
کشورهایی که با هر دو مرز مشترک داشتند: مغولستان، متحد شوروی بود در حالی که افغانستان و کره شمالی بی‌طرف ماندند و افغانستان، سرانجام در اواخر دهه ۱۹۷۰، متحد شوروی شد.

شکاف چین و شوروی، تیره شدن روابط سیاسی و ایدئولوژیک جمهوری خلق چین و اتحاد جماهیر شوروی در جریان جنگ سرد بود. در دهه ۱۹۶۰، چین و اتحاد شوروی بزرگ‌ترین کشورهای کمونیستی جهان بودند. واگرایی دکترینی ناشی از علایق ملی روسی و چینی و تفاسیر این حکومت‌ها از مارکسیسم ارتدکس: مارکسیسم–لنینیسم و مائوئیسم ناشی می‌شد. سیاست ملی استالین‌زدایی و سیاست بین‌المللی هم‌زیستی مسالمت‌آمیز شوروی که مائو آن را تجدیدنظرطلبی می‌دانست، موضوع اختلاف‌ها بود.
در دهه‌های ۵۰ و ۶۰ بحث‌هایی بین احزاب کمونیست چین و روسیه، احتمال همزیستی مسالمت‌آمیز با سرمایه‌داری جهان غرب را نیز در بر می‌گرفت. با این وجود، در صحنه عمومی چین، مائو نسبت به کشورهای سرمایه‌داری، رویه خصمانه‌ای داشت و در ابتدا همزیستی مسالمت‌آمیز با آن‌ها را رد می‌کرد و آن را یک بدعت‌گذاری مارکسیستی توسط شوروی می‌دانست.
چین برخلاف پیشینه ایدئولوژیک، موضعی خصمانه علیه غرب گرفت و علناً سیاست همزیستی مسالمت‌آمیز شوروی بین بلوک شرق و بلوک غرب را محکوم کرد. علاوه بر این، چین از پیوندهای نزدیک‌تر شوروی با هند، بیم‌ناک بود و مسکو نگران بود که مائو نسبت به مخاطرات جنگ هسته‌ای، بیش از حد سهل‌انگار است.
تا ۱۹۶۱، تفاوت‌ها زیاد شده بودند و حزب کمونیست چین، گونه شوروی کمونیسم را محصول «خائنین بدعت‌گذار» به رهبری نیکیتا خروشچف می‌دانست.